# Sachsenring
Der Sachsenring ist eine Rennstrecke in Hohenstein-Ernstthal und Oberlungwitz in Sachsen.
Im Jahr 1927 wurde erstmals ein Rennen auf dem alten, heute nicht mehr für Motorsportrennen genutzten Straßenkurs ausgetragen. Der Sachsenring ist damit eine der traditionsreichsten Rennstrecken Deutschlands.

## Geschichte

### Vorgeschichte
Nachdem bereits vor 1900 erste Motorradrennen veranstaltet wurden, entstanden mehr und mehr Rennstrecken, die nichts anderes als Straßenkurse waren. Unterbrochen durch den Ersten Weltkrieg wurden zu Beginn der 1920er Jahre wieder vermehrt Motorradrennen durchgeführt. So gründeten am 31. Juli 1925 die Einheimischen Sepp Wagner und Paul Berger, begeistert von ihren Besuchen beim seit 1923 ausgetragenen Marienberger Dreiecksrennen, den Motorradfahrer-Club Hohenstein-Ernstthal und Umgebung 1925. Dieser Club machte es sich zur Aufgabe, ein eigenes Rennen zu veranstalten, woran jedoch zunächst aufgrund des Widerstands der Bevölkerung nicht zu denken war.

### Ursprünge und Straßenrennstrecke

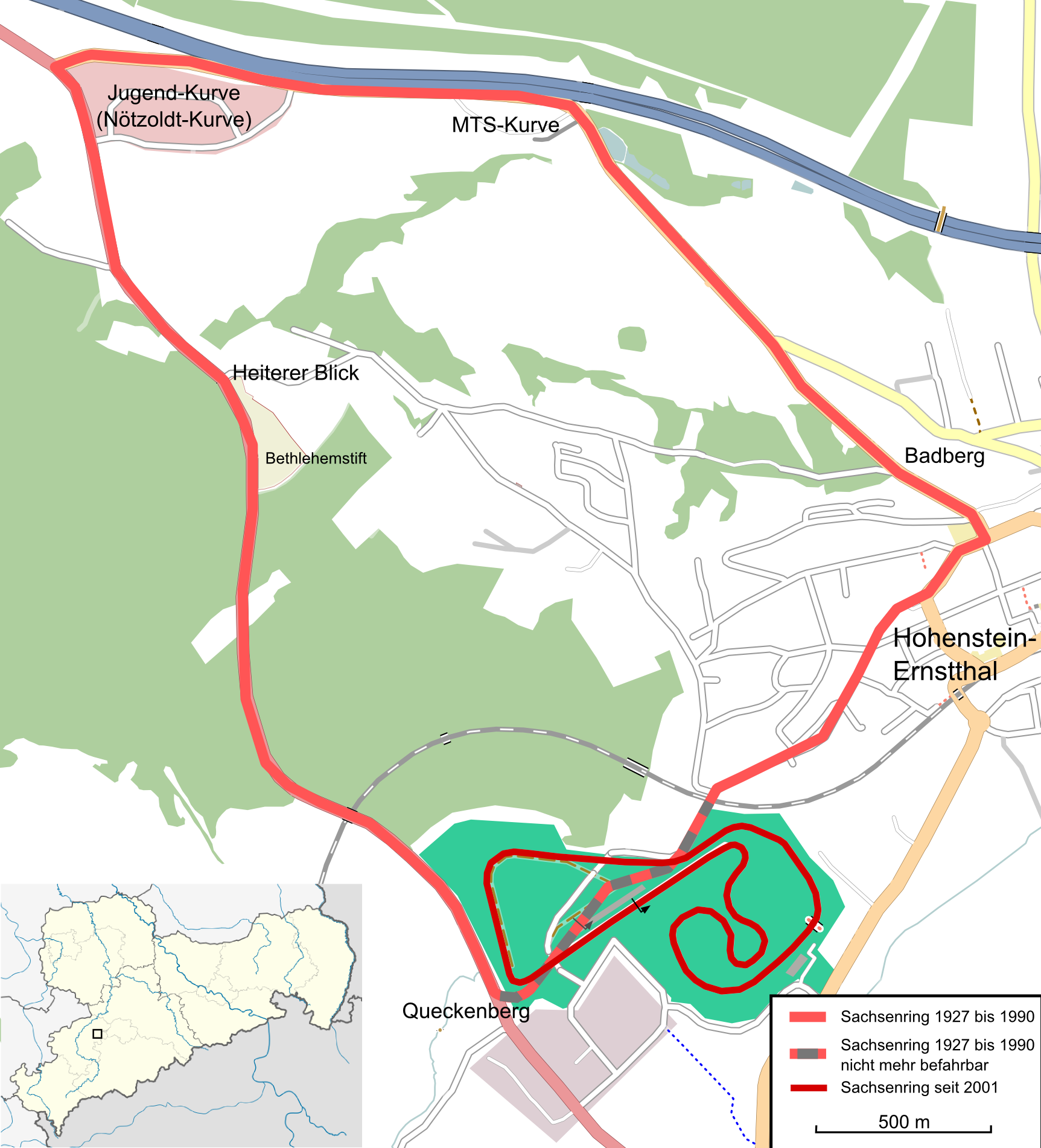
Streckenkarte Sachsenring

Die Ursprünge des Sachsenrings gehen auf das Badberg-Vierecksrennen zurück, welches erstmals am 26. Mai, dem Himmelfahrtstag des Jahres 1927 vor über 140.000 Zuschauern stattfand. Der 8,71 km lange Straßenkurs führte gegen den Uhrzeigersinn durch Hohenstein-Ernstthal nach Norden, um dann in westlicher Richtung parallel zur heutigen A4 Chemnitz–Gera zu verlaufen. Auf der heutigen Bundesstraße 180 ging es nach Süden, um dann in der Queckenberg-Kurve auf die Start-Ziel-Gerade einzumünden. Nach zwei Auflagen musste die Veranstaltung nach Protesten der Bürgerschaft wegen der zahlreichen Unfälle zunächst ausgesetzt werden.
In den 1930er Jahren jedoch wurde die zwischen Chemnitz und Zwickau gelegene Rennstrecke fester Bestandteil des internationalen Rennkalenders. 1934 wurde erstmals der Große Preis von Deutschland für Motorräder auf der Strecke ausgetragen, bei dem es vier Todesopfer zu beklagen gab: der 500-cm³-Europameister des Vorjahres, der Schwede Gunnar Kalén, der aktuelle 500er-Europameister Pol Demeuter sowie dessen Teamkollege Erik Haps, der unter dem Pseudonym „Noir“ startete, aus Belgien und der Deutsche Erich Hirth. 1936 wurden im Rahmen des Grand Prix die Europameister ermittelt. Im Jahr 1937 erhielt der Kurs den Namen „Sachsenring“, nachdem auf dem vorher als Sachsenring bezeichneten Grillenburger Dreieck im Tharandter Wald die Rennaktivitäten eingestellt wurden und u. a. der geplante Neubau des Sachsenrings am Pöhlberg bei Annaberg 1933–1934 scheiterte.
Im Jahr 1949 belebte man nach der kriegsbedingten Pause die Rennen wieder. 1950 besuchten ca. 400.000 Zuschauer den Lauf zur gesamtdeutschen Motorradmeisterschaft. Ein weiterer Höhepunkt waren die auf dem 8,7 km langen Kurs ausgetragene Straßenrennen der Straßen-Radweltmeisterschaft 1960, wo beim Amateurrennen Bernhard Eckstein vor Täve Schur gewann.

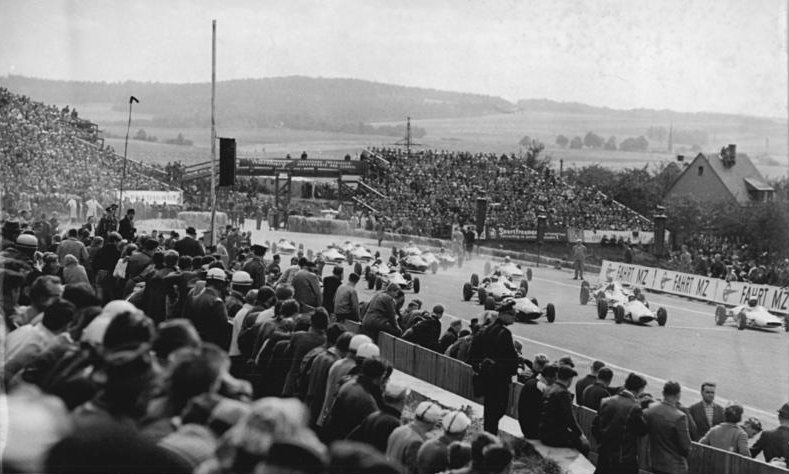
Start zum Formel-Junior-Rennen 1963

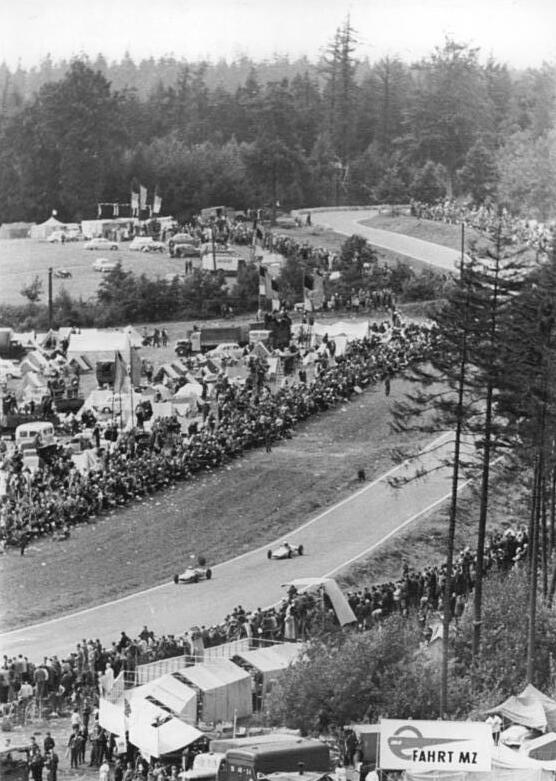
Anfahrt zur Queckenbergkurve 1963

Ab 1961 erlebte der „alte“ Sachsenring seine Blütezeit, denn bis einschließlich 1972 wurden auf dem Hochgeschwindigkeitskurs Läufe zur Motorrad-Weltmeisterschaft ausgetragen. Dabei waren zeitweise auch die einheimischen Zweitakt-Rennmaschinen von MZ aus dem nahe gelegenen Zschopau konkurrenzfähig. Die schnellste Rennrunde überhaupt fuhr jedoch der 15-fache Weltmeister Giacomo Agostini aus Italien auf einer 500-cm³-MV Agusta mit einer Durchschnittsgeschwindigkeit von fast 180 km/h. Im Jahr 1969 kam der junge britische Weltmeister und Publikumsliebling Bill Ivy bei einem Sturz im Zentrum von Hohenstein-Ernstthal ums Leben.
Den Lauf bei den 250ern gewann 1971 der Westdeutsche Dieter Braun, worauf viele Zuschauer die (west)deutsche Nationalhymne mitsangen. 1972 wurde letztmals ein Großer Preis der DDR ausgetragen. Aufgrund fehlender Sicherheitsvorkehrungen und gestiegener Kosten verzichtete die DDR darauf, weiterhin einen Weltmeisterschaftslauf auszurichten.
Ab 1973 wurden Motorradrennen zur DDR-Meisterschaft und zum Pokal der sozialistischen Länder sowie Touren- und Rennwagenrennen mit rein osteuropäischen Teilnehmern ausgetragen. Die Zuschauerzahlen lagen weiterhin im Bereich zwischen 200.000 und 300.000, das Sachsenringrennen hatte Volksfestcharakter. Der Sachsenring wurde nicht wie vergleichbare Naturrennstrecken im Westen komplett umgebaut, lediglich am Ende der Start-Ziel-Geraden, vor der Einfahrt in die Stadt, wurde eine Schikane eingebaut.

### Aus für die Straßenrennstrecke und Bau der permanenten Rennstrecke

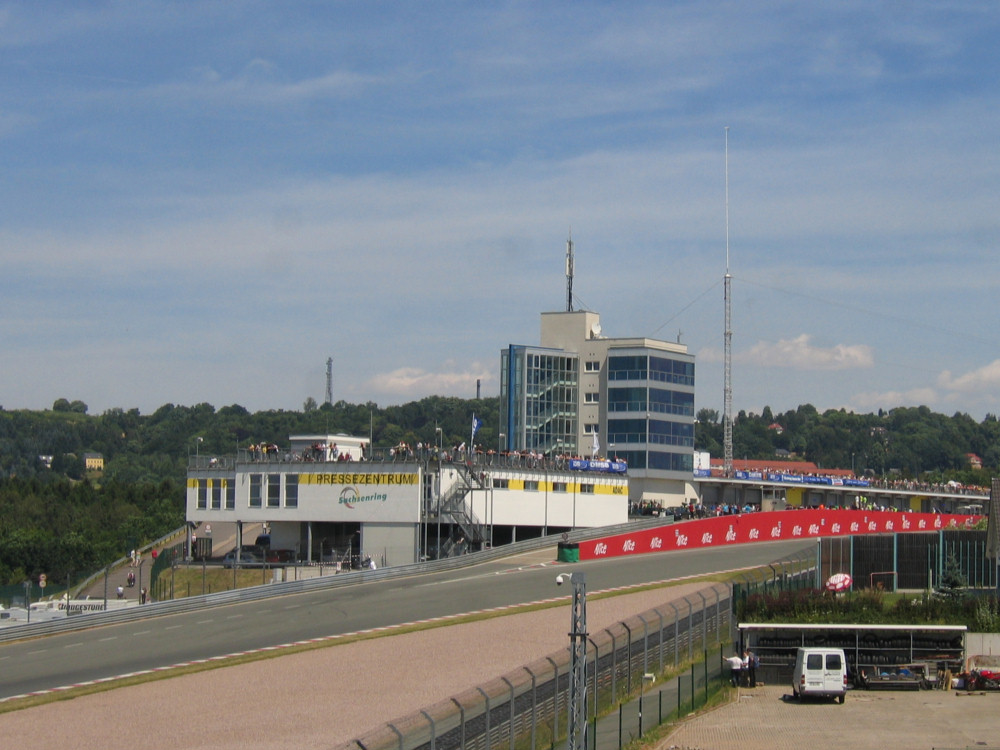
Pressezentrum und Boxenanlage im Jahr 2008

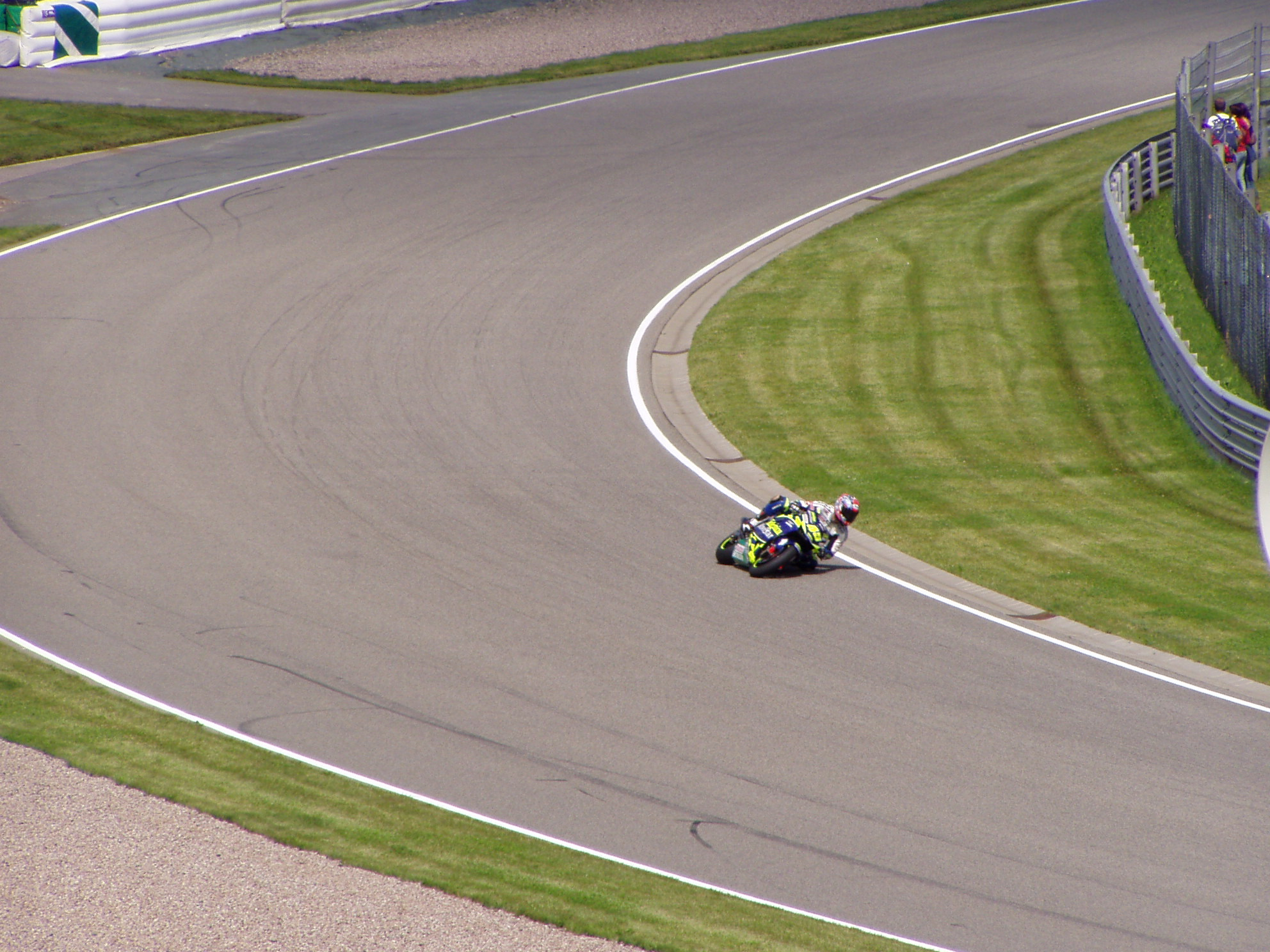
Colin Edwards auf dem neuen Kurs, 2004

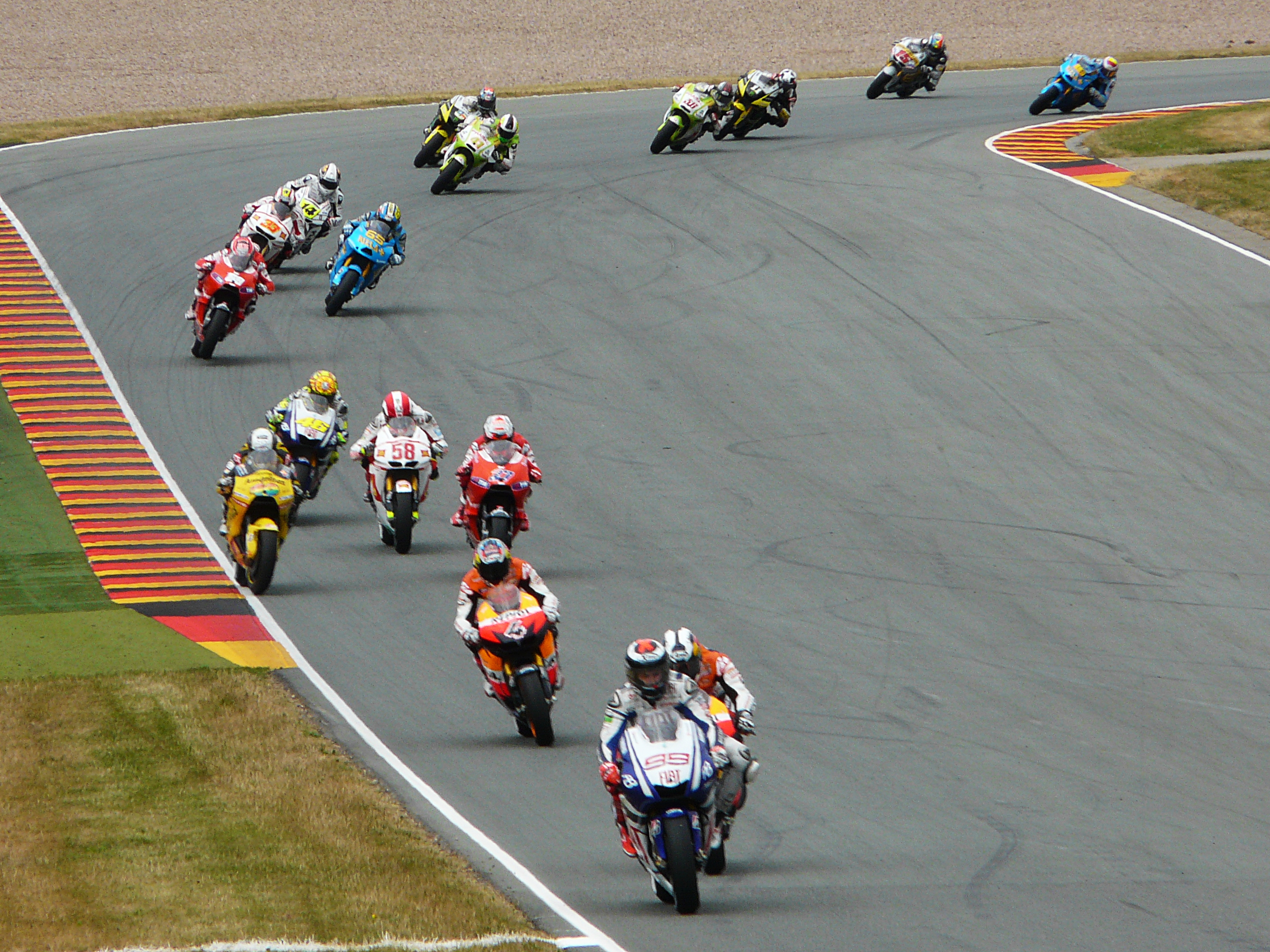
MotoGP-Rennen auf dem Sachsenring

Im Jahre 1990 brachte das Ende der DDR indirekt das endgültige Aus für die altehrwürdige Naturrennstrecke. Der seit Jahrzehnten quasi unveränderte Stand der Strecke konnte modernen Sicherheitsanforderungen nicht mehr gerecht werden, denn durch das nun verfügbare Material aus dem Westen bzw. dem Fernen Osten stiegen die Geschwindigkeiten. Trotz zweier Bremsschikanen kam es zu tragischen Unfällen. Insbesondere der Rennbetrieb innerhalb der Ortschaft war nicht mehr tragbar, obwohl am Schleizer Dreieck noch einige Jahre an Häusern vorbeigerast wurde und dies bei der Tourist Trophy auf der Isle of Man nach wie vor üblich ist.
Eine verkürzte Strecke außerorts wurde diskutiert, doch die Umsetzung ließ auf sich warten. Der AMC Sachsenring Hohenstein-Ernstthal sowie der ADAC Sachsen veranstalteten von 1992 bis 1995 Sachsenring-Rennen auf den tschechischen Rennstrecken in Most bzw. Brünn.
1995 wurde das am Start-Ziel-Bereich der alten Rennstrecke gelegene Verkehrssicherheitszentrum mit multifunktionalem Veranstaltungsgelände und (noch nicht permanent verfügbarer) Rennstrecke eröffnet. Nun bot sich wieder die Möglichkeit, Rennsport vor Ort zu betreiben. Das rennsportliche Comeback erfolgte 1996 mit den Veranstaltungen zur Internationalen Deutschen Motorradmeisterschaft (IDM) sowie dem ADAC Super Tourenwagen Cup.
Der omegaförmige Teil der Strecke, der bergab um einen bewaldeten Hügel führt, wurde zwar zum neuen Merkmal des Sachsenrings, aber der Rest des Kurses wurde von einigen Aktiven als zu eng und zu langsam kritisiert, zumal dies kaum an die flüssige alte Strecke erinnerte. Dank kontinuierlicher Verbesserung von Streckenstandard und Infrastruktur gelang 1998 der große Coup: die Motorrad-Weltmeisterschaft, die auf dem Hockenheimring und zuletzt auf dem Nürburgring immer weniger Zuschauer anlocken konnte, kehrte nach 26 Jahren auf den Sachsenring zurück. Seither strömen Jahr für Jahr um die 200.000 Zuschauer zum „Ring“, um das Spektakel zu erleben.
Dank dieser beeindruckenden Unterstützung seitens der Zuschauer wurden im Laufe der Jahre umfassende Veränderungen an der Strecke vorgenommen. Erwähnt seien hier eine neue Boxenanlage, der neue Start-Ziel-Turm sowie die geänderte schnellere Streckenführung, die den öffentlichen Verkehr nicht mehr berührt und den Sachsenring somit erstmals zu einer permanenten Rennstrecke macht. Insbesondere der Umbau von 2001, der mit einem sehr schnellen Bergabstück vor der Bergauf-Kurve Queckenberg sowohl an den Streckenabschnitt Fuchsröhre der Nordschleife als auch an den alten Sachsenring erinnert, etablierte den nun 3670 Meter langen Sachsenring endgültig bei Fahrern und Zuschauern.

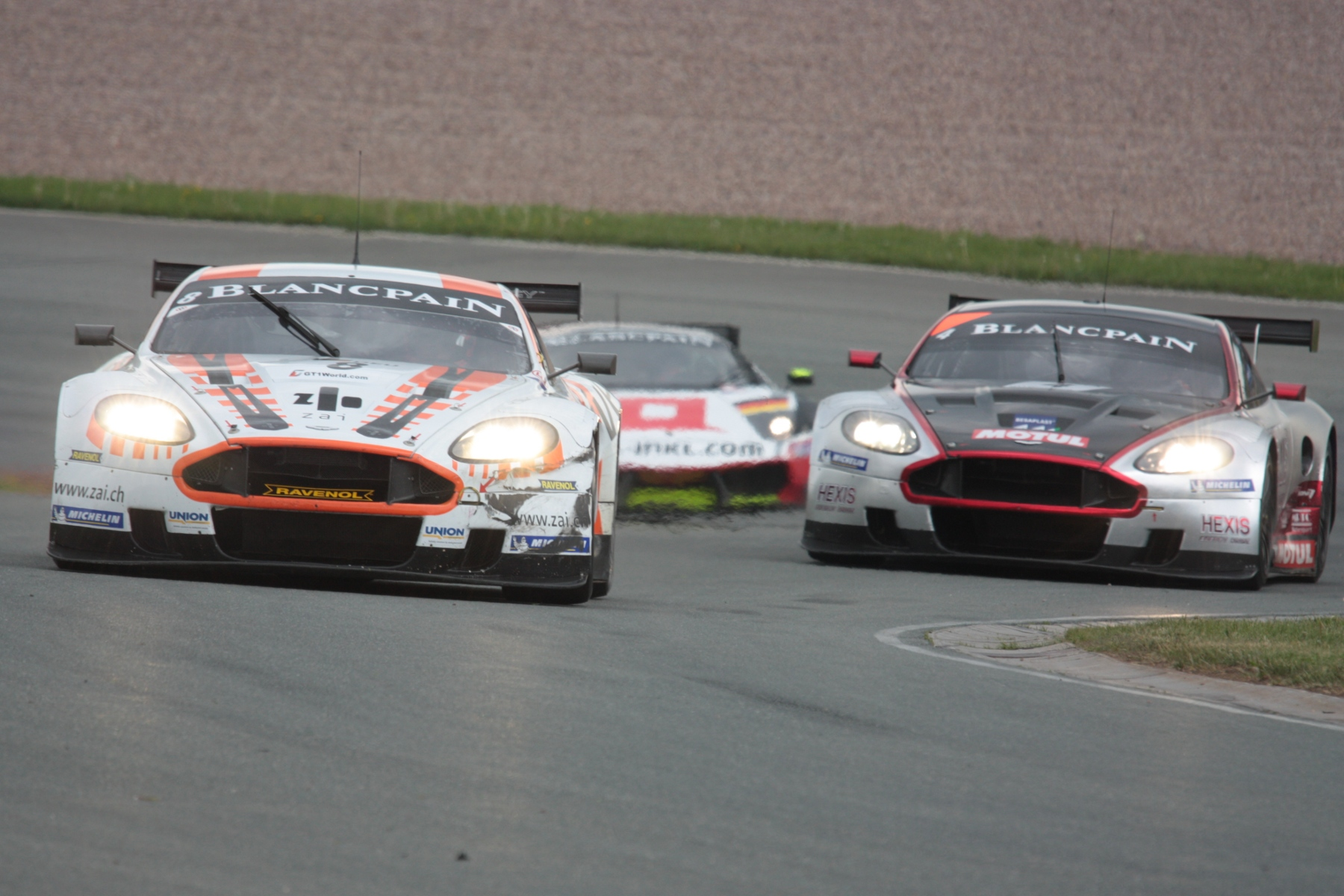
Zwei Aston Martin DBR9 vor einem Lamborghini Murciélago LP670 R-SV

Seit 2007 ist der Sachsenring fester Bestandteil des ADAC GT Masters, in dessen Rahmenprogramm 2011 zudem ein Lauf der FIA-GT1-Weltmeisterschaft ausgetragen wurde.
Obwohl die DTM wegen finanzieller Differenzen zwischen 2003 und 2022 nicht mehr auf der Strecke antrat, gelang es den örtlichen Veranstaltern und dem ADAC jüngst, die Motorrad-Weltmeisterschaft am Sachsenring bis zum Jahr 2031 zu sichern. Der Rennkalender für die DTM-Saison 2023 sah wieder eine Veranstaltung auf dem Sachsenring vor.

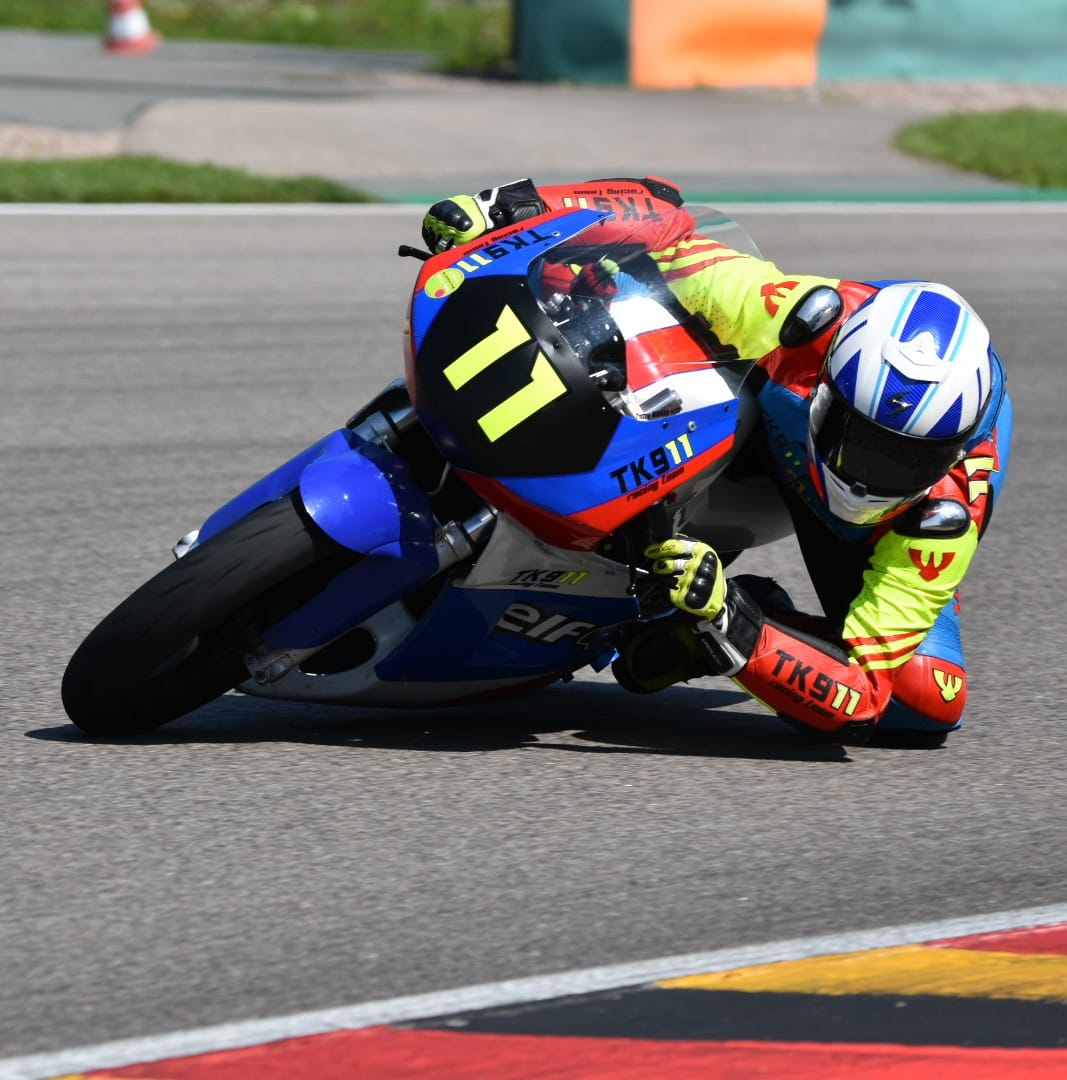
MZ-Cup – Amateur-Rennserie mit MZ Skorpion seit 1996 (Sachsenring 2020)

Bei aktuellen Veranstaltungen gerade aus dem Hobbybereich stellt sich das strenge Lautstärkelimit als Problem dar, sodass viele Events am Sachsenring trotz großem Interesse nicht stattfinden können.
Im März 2023 hat die Landesdirektion Sachsen (LDS) wegen des gesundheitsgefährdenden Lärms, welcher bei Hobby-Rennveranstaltungen auftritt, einen Bescheid auf immissionsschutzrechtliches Einschreiten gegen das Verkehrssicherheitszentrum Sachsenring erlassen. Dieses wird damit verpflichtet, die Lärmbelastung der umliegenden Wohnbebauung ab sofort auf die gesetzlich zulässigen Höchstwerte zu reduzieren. Abgeschlossene Vereinbarungen mit einigen wenigen Anwohnern, welche diese Überschreitungen akzeptieren, dürfen nicht mehr berücksichtigt werden.
Die seit Jahren regelmäßig stattfindenden Läufe des MZ-Skorpion-Cups, die 1998, 1999 und 2001 auch im Rahmen des Motorrad-Grand-Prix noch mit Sportschalldämpfern ausgetragen wurden, werden daher seit einigen Jahren dort nur noch mit den straßenzugelassenen Originalauspuffanlagen durchgeführt. Für Veranstaltungen wie Motorrad-WM-Rennen werden Ausnahmegenehmigungen erteilt.
2018 wurde zum Gedenken an Ralf Waldmann die Kurve 11 in Ralf-Waldmann-Kurve umbenannt.

## Statistik

### Siegerlisten

#### Erste Austragungen 1927 bis 1928
| 26. Mai 1927 | 175 cm³             | Hans Sprung (DKW)                        |  |  |
| 26. Mai 1927 | 250 cm³             | Kein Starter erreichte das Ziel.         |  |  |
| 26. Mai 1927 | 350 cm³             | Arthur Lohse (Schüttoff)                 |  |  |
| 26. Mai 1927 | 500 cm³             | Max Wetzel (BMW)                         |  |  |
| 26. Mai 1927 | 750 cm³             | Rudolf Hasse (Wanderer)                  |  |  |
| 26. Mai 1927 | 1000 cm³            | Albert Schuster (Indian)                 |  |  |
| 26. Mai 1927 | Gespanne (350 cm³)  | Kein Starter erreichte das Ziel.         |  |  |
| 26. Mai 1927 | Gespanne (600 cm³)  | O. Müller / unbekannt (Rudge)            |  |  |
| 26. Mai 1927 | Gespanne (1000 cm³) | Karl Rost / unbekannt (BMW)              |  |  |
|              |                     |                                          |  |  |
| 17. Mai 1928 | 175 cm³             | Kein Starter erreichte das Ziel.         |  |  |
| 17. Mai 1928 | 250 cm³             | Degenkolbe (Dunelt)                      |  |  |
| 17. Mai 1928 | 350 cm³             | Albert Mannhart (Schüttoff)              |  |  |
| 17. Mai 1928 | 500 cm³             | Johannes Meier (Rudge)                   |  |  |
| 17. Mai 1928 | 750 cm³             | Schüßler (Wanderer)                      |  |  |
| 17. Mai 1928 | 1000 cm³            | Erich Kunze (A.J.S.)                     |  |  |
| 17. Mai 1928 | Gespanne (350 cm³)  | Rudolf Münch / Walter Aurich (Schüttoff) |  |  |
| 17. Mai 1928 | Gespanne (600 cm³)  | Erich Sonntag / W. Gehre (A.J.S.)        |  |  |
| 17. Mai 1928 | Gespanne (1000 cm³) | Anton Usler / unbekannt (Indian)         |  |  |

#### Motorrad-Grands-Prix 1934 bis 1939
| Jahr | Rennen                                                                        | 250 cm³                        | 350 cm³                 | 500 cm³                  |
| ---- | ----------------------------------------------------------------------------- | ------------------------------ | ----------------------- | ------------------------ |
| 1934 | IX. Großer Preis von Deutschland                                              | Henry Tyrell-Smith (Rudge)     | Jimmie Simpson (Norton) | Otto Ley (DKW)           |
| 1935 | X. Großer Preis von Deutschland                                               | Walfried Winkler (DKW)         | Walter Rusk (Norton)    | Jimmie Guthrie (Norton)  |
| 1936 | XI. Großer Preis von Deutschland / XIII. Großer Preis von Europa der F.I.C.M. | Henry Tyrell-Smith (Excelsior) | Freddie Frith (Norton)  | Jimmie Guthrie (Norton)  |
| 1937 | XII. Großer Preis von Deutschland                                             | Ewald Kluge (DKW)              | Harold Daniell (Norton) | Karl Gall (BMW)          |
| 1938 | XIII. Großer Preis von Deutschland                                            | Ewald Kluge (DKW)              | John White (Norton)     | Georg Meier (BMW)        |
| 1939 | XIV. Großer Preis von Deutschland                                             | Nello Pagani (Moto Guzzi)      | Walter Hamelehle (DKW)  | Dorino Serafini (Gilera) |

#### Motorrad-WM-Läufe

##### 1961 bis 1972
| Jahr | Rennen                   | 50 cm³                 | 125 cm³                  | 250 cm³                  | 350 cm³                      | 500 cm³                      |
| ---- | ------------------------ | ---------------------- | ------------------------ | ------------------------ | ---------------------------- | ---------------------------- |
| 1961 | 04. Großer Preis der DDR |                        | Ernst Degner (MZ)        | Mike Hailwood (Honda)    | Gary Hocking (MV Agusta)     | Gary Hocking (MV Agusta)     |
| 1962 | 05. Großer Preis der DDR | Jan Huberts (Kreidler) | Luigi Taveri (Honda)     | Jim Redman (Honda)       | Jim Redman (Honda)           | Mike Hailwood (MV Agusta)    |
| 1963 | 06. Großer Preis der DDR |                        | Hugh Anderson (Suzuki)   | Mike Hailwood (MZ)       | Mike Hailwood (MV Agusta)    | Mike Hailwood (MV Agusta)    |
| 1964 | 07. Großer Preis der DDR |                        | Hugh Anderson (Suzuki)   | Phil Read (Yamaha)       | Jim Redman (Honda)           | Mike Hailwood(MV Agusta)     |
| 1965 | 08. Großer Preis der DDR |                        | Frank Perris (Suzuki)    | Jim Redman (Honda)       | Jim Redman (Honda)           | Mike Hailwood (MV Agusta)    |
| 1966 | 09. Großer Preis der DDR |                        | Luigi Taveri (Honda)     | Mike Hailwood (Honda)    | Giacomo Agostini (MV Agusta) | František Šťastný (Jawa-ČZ)  |
| 1967 | 10. Großer Preis der DDR |                        | Bill Ivy (Yamaha)        | Phil Read (Yamaha)       | Mike Hailwood (Honda)        | Giacomo Agostini (MV Agusta) |
| 1968 | 11. Großer Preis der DDR |                        | Phil Read (Yamaha)       | Bill Ivy (Yamaha)        | Giacomo Agostini (MV Agusta) | Giacomo Agostini (MV Agusta) |
| 1969 | 12. Großer Preis der DDR | Ángel Nieto (Derbi)    | Dave Simmonds (Kawasaki) | Renzo Pasolini (Benelli) | Giacomo Agostini (MV Agusta) | Giacomo Agostini (MV Agusta) |
| 1970 | 13. Großer Preis der DDR | Aalt Toersen (Jamathi) | Ángel Nieto (Derbi)      | Rodney Gould (Yamaha)    | Giacomo Agostini (MV Agusta) | Giacomo Agostini (MV Agusta) |
| 1971 | 14. Großer Preis der DDR | Ángel Nieto (Derbi)    | Ángel Nieto (Derbi)      | Dieter Braun (Yamaha)    | Giacomo Agostini (MV Agusta) | Giacomo Agostini (MV Agusta) |
| 1972 | 15. Großer Preis der DDR | Theo Timmer (Jamathi)  | Börje Jansson (Maico)    | Jarno Saarinen (Yamaha)  | Phil Read (MV Agusta)        | Giacomo Agostini (MV Agusta) |

##### Seit 1998
| Jahr | Rennen                           | 125 cm³ / Moto3             | 250 cm³ / Moto2              | 500 cm³ / MotoGP           |
| ---- | -------------------------------- | --------------------------- | ---------------------------- | -------------------------- |
| 1998 | 62. Großer Preis von Deutschland | Tomomi Manako (Honda)       | Tetsuya Harada (Aprilia)     | Mick Doohan (Honda)        |
| 1999 | 63. Großer Preis von Deutschland | Marco Melandri (Honda)      | Valentino Rossi (Aprilia)    | Kenny Roberts jr. (Suzuki) |
| 2000 | 64. Großer Preis von Deutschland | Yōichi Ui (Derbi)           | Olivier Jacque (Yamaha)      | Alex Barros (Honda)        |
| 2001 | 65. Großer Preis von Deutschland | Simone Sanna (Aprilia)      | Marco Melandri (Aprilia)     | Max Biaggi (Yamaha)        |
| 2002 | 66. Großer Preis von Deutschland | Arnaud Vincent (Aprilia)    | Marco Melandri (Aprilia)     | Valentino Rossi (Honda)    |
| 2003 | 67. Großer Preis von Deutschland | Stefano Perugini (Aprilia)  | Roberto Rolfo (Honda)        | Sete Gibernau (Honda)      |
| 2004 | 68. Großer Preis von Deutschland | Roberto Locatelli (Aprilia) | Dani Pedrosa (Honda)         | Max Biaggi (Honda)         |
| 2005 | 69. Großer Preis von Deutschland | Mika Kallio (KTM)           | Dani Pedrosa (Honda)         | Valentino Rossi (Yamaha)   |
| 2006 | 70. Großer Preis von Deutschland | Mattia Pasini (Aprilia)     | Yūki Takahashi (Honda)       | Valentino Rossi (Yamaha)   |
| 2007 | 71. Großer Preis von Deutschland | Gábor Talmácsi (Aprilia)    | Hiroshi Aoyama (KTM)         | Dani Pedrosa (Honda)       |
| 2008 | 72. Großer Preis von Deutschland | Mike Di Meglio (Aprilia)    | Marco Simoncelli (Gilera)    | Casey Stoner (Ducati)      |
| 2009 | 73. Großer Preis von Deutschland | Julián Simón (Aprilia)      | Marco Simoncelli (Gilera)    | Valentino Rossi (Yamaha)   |
| 2010 | 74. Großer Preis von Deutschland | Marc Márquez (Derbi)        | Toni Elías (Moriwaki)        | Dani Pedrosa (Honda)       |
| 2011 | 75. Großer Preis von Deutschland | Héctor Faubel (Aprilia)     | Marc Márquez (Suter)         | Dani Pedrosa (Honda)       |
| 2012 | 76. Großer Preis von Deutschland | Sandro Cortese(KTM)         | Marc Márquez (Suter)         | Dani Pedrosa (Honda)       |
| 2013 | 77. Großer Preis von Deutschland | Álex Rins (KTM)             | Jordi Torres (Suter)         | Marc Márquez (Honda)       |
| 2014 | 78. Großer Preis von Deutschland | Jack Miller (KTM)           | Dominique Aegerter (Suter)   | Marc Márquez (Honda)       |
| 2015 | 79. Großer Preis von Deutschland | Danny Kent (Honda)          | Xavier Siméon (Kalex)        | Marc Márquez (Honda)       |
| 2016 | 80. Großer Preis von Deutschland | Khairul Idham Pawi (Honda)  | Johann Zarco (Kalex)         | Marc Márquez (Honda)       |
| 2017 | 81. Großer Preis von Deutschland | Joan Mir (Honda)            | Franco Morbidelli (Kalex)    | Marc Márquez (Honda)       |
| 2018 | 82. Großer Preis von Deutschland | Jorge Martín (Honda)        | Brad Binder (KTM)            | Marc Márquez (Honda)       |
| 2019 | 83. Großer Preis von Deutschland | Lorenzo Dalla Porta (Honda) | Álex Márquez (Kalex)         | Marc Márquez (Honda)       |
| 2021 | 84. Großer Preis von Deutschland | Pedro Acosta (KTM)          | Remy Gardner (Kalex)         | Marc Márquez (Honda)       |
| 2022 | 85. Großer Preis von Deutschland | Izan Guevara (GasGas)       | Augusto Fernández (Kalex)    | Fabio Quartararo (Yamaha)  |
| 2023 | 86. Großer Preis von Deutschland | Deniz Öncü (KTM)            | Pedro Acosta (Kalex)         | Jorge Martín (Ducati)      |
| 2024 | 87. Großer Preis von Deutschland | David Alonso (CFMoto)       | Fermín Aldeguer (Boscoscuro) | Francesco Bagnaia (Ducati) |
| 2025 | 88. Großer Preis von Deutschland | David Muñoz (KTM)           | Deniz Öncü (KTM)             | Marc Márquez (Ducati)      |

### Zuschauerzahlen der Motorrad-WM-Läufe seit 1998
| Jahr | Zuschauer (gesamtes Wochenende) | Veränderung (gegenüber Vorjahr) |
| ---- | ------------------------------- | ------------------------------- |
| 1998 | 142.000                         |                                 |
| 1999 | 151.000                         | + 6,3 %                         |
| 2000 | 161.000                         | + 6,6 %                         |
| 2001 | 177.000                         | + 9,9 %                         |
| 2002 | 184.500                         | + 4,2 %                         |
| 2003 | 204.000                         | + 10,6 %                        |
| 2004 | 207.745                         | + 1,8 %                         |
| 2005 | 216.457                         | + 4,2 %                         |
| 2006 | 219.848                         | + 1,6 %                         |
| 2007 | 226.944                         | + 3,2 %                         |
| 2008 | 221.492                         | − 2,4 %                         |
| 2009 | 214.711                         | − 3,1 %                         |
| 2010 | 224.668                         | + 4,6 %                         |
| 2011 | 230.133                         | + 2,4 %                         |
| 2012 | 195.695                         | − 15,0 %                        |
| 2013 | 204.491                         | + 4,5 %                         |
| 2014 | 209.408                         | + 2,4 %                         |
| 2015 | 211.588                         | + 1,0 %                         |
| 2016 | 212.411                         | + 0,4 %                         |
| 2017 | 164.801                         | − 22,4 %                        |
| 2018 | 193.355                         | + 17,3 %                        |
| 2019 | 201.162                         | + 4,0 %                         |
| 2022 | 232.202                         | + 15,4 %                        |
| 2023 | 233.196                         | + 0,4 %                         |
| 2024 | 252.826                         | + 8,4 %                         |
| 2025 | 256.441                         | + 1,4 %                         |

Seit der ersten Austragung der WM-Läufe auf dem neuen Sachsenring im Jahr 1998 stiegen die Zuschauerzahlen Jahr für Jahr an, was die kontinuierliche Steigerung der Zuschauerkapazität zur Folge hatte. Mittlerweile zählt das Rennen, neben den in Spanien ausgetragenen Läufen, zu den am besten besuchten Grands Prix der Motorrad-WM. Zum ersten Rückgang der Zuschauerzahl gegenüber dem Vorjahr kam es 2008, als die Veranstaltung erstmals an einem verregneten Wochenende stattfand. Eine Besonderheit am Sachsenring sind die hohen Besucherzahlen an den Trainingstagen, an denen die Tribünen an den meisten anderen Rennstrecken nur spärlich gefüllt sind.

### Liste der tödlich verunglückten Rennfahrer
| Fahrer             | Unfalldatum       | Fahrzeug |
| ------------------ | ----------------- | -------- |
| Erich Hirth        | 28. Juni 1934     | Motorrad |
| Erik Haps („Noir“) | 1. Juli 1934      | Motorrad |
| Pol Demeuter       | 1. Juli 1934      | Motorrad |
| Gunnar Kalén       | 1. Juli 1934      | Motorrad |
| Jimmie Guthrie     | 8. August 1937    | Motorrad |
| Helmut Arnold      | 5. September 1952 | Gespann  |
| Gerhard Hoffmann   | 17. August 1956   | Motorrad |
| Werner Daubitz     | 17. Juli 1967     | Motorrad |
| Bill Ivy           | 12. Juli 1969     | Motorrad |
| Günter Bartusch    | 9. Juli 1971      | Motorrad |
| Vladislav Ondřejík | 10. Juli 1977     | Auto     |
| Ottó Gunyits       | 13. Juli 1979     | Motorrad |
| Heinrich Kurtha    | 11. Juli 1981     | Motorrad |
| Frank Herrmann     | 9. Juli 1982      | Motorrad |
| Bertram Queck      | 13. Juli 1985     | Motorrad |
| Erhard Tatarczyk   | 14. Juli 1985     | Auto     |
| Werner Wilfert     | 10. Juli 1988     | Auto     |
| Rainer Tews        | 8. Juli 1990      | Motorrad |
| Bernhard Findeisen | 8. Juli 1990      | Motorrad |
| Edgar-Peter Leyer  | 10. Juli 1990     | Motorrad |
| Enrico Becker      | 12. Juli 2014     | Gespann  |

## Verweise